# 村雨 (白露型駆逐艦)
村雨（むらさめ）は、日本海軍の駆逐艦。白露型の3番艦である。村雨型という表記も使われた事がある。艦名は村雨に由来し、この名を受け継ぐ日本の艦艇としては、春雨型駆逐艦「村雨」に続き2代目に当たる。
戦後、海上自衛隊の護衛艦として初代「むらさめ」と2代「むらさめ」が就役した。

## 艦歴
1933年（昭和8年）12月15日、村雨（ムラサメ）と命名。第67号駆逐艦村雨は藤永田造船所で1934年（昭和9年）2月1日に起工し、1935年（昭和10年）6月20日に進水した。
当時は初春型駆逐艦の最新鋭艦として紹介されたこともあった。
1937年（昭和12年）1月7日、浦賀の3番艦村雨と佐世保の4番艦夕立は同日附で竣工した。
1940年（昭和15年）10月11日、第2駆逐隊（村雨、夕立、春雨、五月雨）は紀元二千六百年記念行事に伴う観艦式に参加、第二列（長門、陸奥、伊勢、摂津、凉風、江風、《村雨、春雨、夕立、五月雨》、漣、綾波、浦波、初雪、白雪、吹雪）に配置されていた。

### 太平洋戦争緒戦
11月、第二艦隊・第四水雷戦隊に編入され、太平洋戦争開戦時の第2駆逐隊は村雨、夕立、春雨、五月雨であった。村雨は常に司令橘正雄大佐が座乗する第2駆逐隊司令艦（第1小隊1番艦）として行動する。第四水雷戦隊（旗艦那珂、第2駆逐隊《村雨、五月雨、春雨、夕立》、第9駆逐隊《朝雲、峯雲、夏雲、山雲》、第24駆逐隊《海風、江風、山風、涼風》）は第三艦隊司令長官高橋伊望中将（旗艦足柄）を指揮官とする比島部隊（フィリピン攻略後は蘭印部隊に改称）に所属して、南方部指揮官（第四戦隊司令官兼務）近藤信竹第二艦隊司令長官（旗艦愛宕）の指揮下で南方作戦にのぞんだ。
1941年（昭和16年）12月より比島ビガン攻略作戦、リンガエン湾上陸作戦、タラカン上陸作戦、バリックパパン攻略作戦（バリクパパン沖海戦）に参加。ビガンでは12月10日に敵機の銃撃で戦死者5名、負傷者9名を出している。
1942年2月末、スラバヤ沖海戦（第一次昼戦・第二次昼戦）に参加した。戦闘後、四水戦は輸送船団を護衛して戦場から離れる。2月28日、村雨はオランダ病院船オプテンノールを臨検する。第五戦隊の記録では臨検したのは僚艦夕立となっている。その後、同船は駆逐艦天津風に護送されてボルネオ島バンジェルマシンに向かい、のちに日本軍に接収されて天応丸（第二氷川丸）と改名された。原為一天津風艦長の回想によると、天津風によるオプテンノールの拿捕はスラバヤ沖海戦の前（2月26日）であるが、同海戦前のオプテンノールはスラバヤ港で待機しており、出港したのは海戦でABDA艦隊の艦船多数が沈没してからである。
1942年（昭和17年）3月には比島保定作戦、セブ島攻略作戦に加わった。4月1日、クリスマス島攻略作戦に従事していた四水戦旗艦那珂はアメリカの潜水艦シーウルフ(USS Seawolf, SS-197) の雷撃で大破（日本軍のクリスマス島占領）し、長期修理を余儀なくされ第四水雷戦隊旗艦は駆逐艦夏雲に変更された。この間、艦隊の再編により第24駆逐隊（海風、江風、山風、涼風）は第一水雷戦隊へ転出、第8駆逐隊（朝潮、荒潮、《大潮、満潮》5月15日除籍）が第四水雷戦隊に編入、軽巡由良の四水戦編入も内示されている。
5月9日、長良型軽巡洋艦由良が四水戦に編入され、5月20日より四水戦旗艦を務めることになった。同日附で由良・第2駆逐隊・第9駆逐隊はミッドウェー作戦において攻略部隊主隊（指揮官近藤信竹第二艦隊司令長官）、第8駆逐隊（朝潮、荒潮）は攻略部隊支援隊（指揮官栗田健男第七戦隊司令官）という区分を通達される。
6月上旬のミッドウェー海戦で、第四水雷戦隊は攻略部隊に属して出撃した。6月15日、那珂は四水戦より除籍。6月20日、西村祥治少将は第七戦隊司令官へ転任、高間完少将が第四水雷戦隊司令官に着任した。7月14日、戦時編制の改訂にともない、第27駆逐隊（時雨、白露、有明、夕暮）が第四水雷戦隊に編入。第4駆逐隊（嵐、野分、萩風、舞風）は第十戦隊に転出した。
7月17日、インド洋での通商破壊作戦（B作戦）に従事すべく、第七戦隊司令官西村祥治少将の指揮下で第七戦隊（熊野、鈴谷）、第2駆逐隊（村雨、春雨、五月雨、夕立）、第15駆逐隊（親潮、早潮、黒潮）等はマレー半島のメルギーに進出した。同部隊はB作戦機動部隊指揮官原顕三郎少将指揮のもと、中央隊（司令官原少将兼務、十六戦隊、第11駆逐隊）、北方隊（第三水雷戦隊、第11駆逐隊）、南方隊に別れ、熊野以下七戦隊・2駆・15駆は南方隊に所属していた。
B作戦実施前の8月7日、アメリカ軍はガダルカナル島とフロリダ諸島（ツラギ島）に上陸を開始し、ガダルカナル島の戦いが始まった。メルギー待機中のB作戦参加各隊は、通商破壊作戦を中止してトラック泊地へ向かう。夕立は先行してショートランド泊地に進出、駆逐艦輸送作戦に参加しており、第2駆逐隊3隻とは別行動だった。

### ガダルカナル島の戦い（11月まで）
8月24日以降の第二次ソロモン海戦では、第2駆逐隊（村雨、春雨、五月雨）の3隻で長門型戦艦2番艦陸奥を護衛した。9月8日、村雨は特設水上機母艦國川丸を護衛してショートランド泊地に進出、ブーゲンビル島ブイン飛行場建設のための資材や設営隊を揚陸した。9月10日、東方哨戒隊（村雨、國川丸）としてショートランド泊地を出撃。サンタクルーズ諸島北東400浬附近を行動して飛行哨戒を実施、前進部隊（第二艦隊）や南雲機動部隊の側面を警戒した。9月11日、國川丸所属の零式観測機2機が南緯01度40分 東経160度00分 / 南緯1.667度 東経160.000度地点で飛行艇1機を撃墜、村雨は搭乗員8名を捕虜とする。同日午後、村雨は前進部隊と合流、國川丸の護衛任務を姉妹艦春雨と交替した。また村雨は重巡愛宕（前進部隊指揮官近藤信竹第二艦隊司令長官座乗）に飛行艇搭乗員8名を引き渡した。9月17日、第2駆逐隊第1小隊（村雨、五月雨）は特別奇襲隊となり、前進部隊から分離してヌデニ島に向かった。9月19日夜にヌデニ島に到着、アメリカ軍艦艇や飛行艇部隊を捜索したが敵影はなく、引き揚げた。20日、連合艦隊は第四水雷戦隊の大部分と國川丸の外南洋部隊（第八艦隊）編入を発令する。第四水雷戦隊（由良、時雨、白露）は22日にショートランド泊地へ進出、第2駆逐隊（村雨、五月雨、春雨）は前進部隊と共にトラック泊地に帰投したあと、輸送船団を護衛して9月下旬までにショートランド泊地に進出した。
10月2日、第9駆逐隊司令佐藤康夫大佐（司令駆逐艦朝雲）指揮下の駆逐艦5隻（朝雲、夏雲、峯雲、村雨、春雨）は零式水上観測機少数の援護を受け、ガ島輸送に成功した。
10月5日、佐藤司令の指揮下駆逐艦6隻（朝雲、夏雲、峯雲、村雨、春雨、夕立）はショートランド泊地を出撃。午後3時過ぎ、急降下爆撃機SBDドーントレス9機の空襲により、まず峯雲が至近弾を受け浸水により速力低下、夏雲は峯雲を護衛して避退した。つづいて村雨も至近弾による浸水被害を受け、負傷者10数名、速力21ノットに低下し、揚陸を断念して避退した。佐藤司令はひきつづき3隻（朝雲、夕立、春雨）を率いてガ島へ突入、揚陸を無事に完了した。なお米軍は駆逐艦1隻撃沈、1隻大破（おそらく沈没）を報告している。
10月6日朝、夏雲、峯雲はショートランドに帰投した。増援部隊指揮官橋本信太郎第三水雷戦隊司令官は、損傷した2隻（村雨、峯雲）のラバウル回航を指示する。村雨はトラック泊地で応急修理をすませ戦線に復帰したが、峯雲は長期修理を余儀なくされ、夏雲も10月12日のサボ島沖海戦で沈没、第9駆逐隊健在艦は朝雲のみとなった。
10月12日夕刻、第四水雷戦隊司令官高間完少将は大規模輸送作戦にそなえて秋月型駆逐艦1番艦秋月に移乗し、第四水雷戦隊旗艦とした。村雨はトラック泊地からショートランド泊地へ直行して13日17時に到着。その後、ラバウルやショートランドを出撃した護衛部隊・輸送船団は合流してガダルカナル島へ向かった。
10月14日、増援部隊指揮官橋本信太郎第三水雷戦隊司令官指揮下のもと、軽巡3隻（川内、由良、龍田）と駆逐艦4隻（朝雲、白雪、暁、雷）は、それぞれガダルカナル島への揚陸に成功。翌日、四水戦（秋月、村雨、五月雨、夕立、春雨、時雨、白露、有明）等の護衛による輸送船団6隻は、アメリカ軍機の空襲で輸送船3隻（笹子丸、九州丸、吾妻山丸）が座礁するもかろうじて輸送任務に成功した。だが日中のアメリカ軍艦砲射撃や空襲により、揚陸地点に集積されていた物資は大部分を焼き払われてしまった。
10月16日、連合艦隊は水上機母艦（日進、千歳、千代田）による輸送をやめ、軽巡洋艦及び駆逐艦での輸送を下令した。高間少将は秋月を水雷戦隊旗艦として、第1小隊：第9駆逐隊（朝雲）・第11駆逐隊（白雪）・第6駆逐隊（暁、雷）、第2小隊：第2駆逐隊（村雨、夕立、春雨、五月雨）、第3小隊：第19駆逐隊（浦波、敷波、綾波）、第4小隊：第27駆逐隊（時雨、白露、有明）を指揮する。17日午前2時以降ショートランド泊地を出撃した軽巡戦隊（川内、由良、龍田）と水雷戦隊は、同日午後10時にガダルカナル島へ到着。駆逐艦2隻（時雨、村雨）が警戒及び陸上砲撃を行う中、各艦・各部隊は陸軍兵2159名、大砲18門、軍需物資の揚陸に成功した。由良にアメリカの潜水艦（グランパス）から発射した魚雷1本が命中だったが、不発のため損害は軽微だった。
10月24-25日、南太平洋海戦および陸軍のガダルカナル第二次総攻撃の際、第四水雷戦隊（秋月〔旗艦〕、由良、村雨、春雨、五月雨、夕立)は陸軍支援のためガダルカナル島ルンガ泊地へ突入すべく行動を開始した。先行して泊地に突入した突撃隊（指揮官山田勇助大佐/兼第6駆逐隊司令　駆逐艦3隻《暁、雷、白露》）に続行してツラギ北方(インディスパンサブル海峡)を通過中、米軍機による攻撃を受ける。
10月25日午前10時55分、SBDドーントレスの急降下爆撃により由良が命中弾を受け速力低下、秋月も至近弾を受けた。秋月は最大発揮速力23ノットに低下、第二攻撃隊は北方への退避を開始する。ドーントレス、F4Fワイルドキャット戦闘機、B-17爆撃機による波状攻撃をうけて由良は復旧の見込みがなくなり、第2小隊（春雨、夕立）により処分されて午後7時に沈没。秋月は各艦が救助した由良の乗組員を収容すると、旗艦を村雨に移譲して撤退を開始した。その後、第四水雷戦隊旗艦は村雨から朝潮型駆逐艦朝雲に移った。

### ガダルカナル島の戦い（11月以降）
11月上旬、橋本信太郎三水戦司令官指揮下の外南洋部隊増援部隊は全力でガ島輸送作戦を実施する。11月1日、三水戦司令官は重巡「衣笠」に将旗を掲げた。同日夜、甲増援隊（朝雲《四水戦旗艦》、軽巡《天龍》、駆逐艦《村雨、春雨、夕立、時雨、白露、有明、夕暮、暁、雷》）、第一攻撃隊（巡洋艦《衣笠、川内》、駆逐艦《天霧、初雪》）、乙増援隊は順次ショートランド泊地を出撃した。白雪が艦底を触接して多少の浸水被害を受けたほか、揚陸地点の悪天候により艦載艇を多数喪失、物資の一部を揚陸できなかった。
11月4日、増援部隊指揮官（三水戦司令官）は戦力を再編。将旗を衣笠から駆逐艦浦波に移し、天龍を加えた乙増援隊を直率する。同日深夜、甲増援隊（朝雲《旗艦》、村雨、春雨、夕立、時雨、白露、有明、夕暮、朝潮、満潮）、乙増援隊（浦波《三水戦司令官旗艦》、敷波、綾波、白雪、望月、天龍）はショートランド泊地を出撃、5日夜揚陸に成功し各艦ともに損害はなかった。ショートランド泊地帰投後、三水戦司令官は川内に移動し、外南洋部隊増援部隊指揮官の職務を第二水雷戦隊司令官田中頼三少将に引き継いだ。6日夕刻、川内以下第三水雷戦隊各艦はトラック泊地へ向かった。
11月7日、高間(四水戦司令官)少将は旗艦を駆逐艦朝雲から軽巡天龍へ変更となった。第9駆逐隊司令（旗艦朝雲）指揮下の乙増援隊（警戒隊《朝雲、望月》、輸送隊《村雨、夕立、時雨、白露、夕暮、朝潮、満潮》）は同日深夜ショートランド泊地を出撃。8日夜半に揚陸成功、被害は望月にアメリカ軍魚雷艇が発射した魚雷1本が命中（不発）のみである。11月9日、前進部隊指揮官（第二艦隊長官）は第四水雷戦隊に対し原隊への復帰と、飛行場砲撃を行う第十一戦隊の警戒隊として同戦隊の指揮下に入るよう命じた。四水戦旗艦は天龍から朝雲に戻った。
11月12日、第四水雷戦隊（朝雲、村雨、五月雨、夕立、春雨）は、ガダルカナル島ヘンダーソン飛行場に対する戦艦艦砲射撃を企図する挺身攻撃隊（指揮官兼第十一戦隊司令官阿部弘毅少将、金剛型戦艦2隻《比叡、霧島》）を護衛してアイアンボトム・サウンドに進入した。だがスコールの中で幾度も針路を変更したため、寄せ集め部隊の挺身攻撃隊は陣形を乱した。金剛型戦艦2隻の前方警戒を行うはずの第四水雷戦隊は3隻（朝雲、第2駆逐隊第1小隊《村雨、五月雨》）と、第2駆逐隊第2小隊（夕立、春雨）の二群に分離し、四水戦3隻が旗艦「比叡」の近距離を航行、第2小隊（夕立、春雨）が挺身攻撃隊前方に突出する格好になった。挺身攻撃隊（比叡、霧島、長良、雪風、天津風、暁、雷、電、照月）を待ち構えていたアメリカ軍巡洋艦部隊（指揮官ダニエル・J・キャラハン少将）の誤判断、第2小隊（夕立、春雨）の突入により第三次ソロモン海戦第一夜戦が生起。海戦史上まれに見る大混戦となり、両軍とも大きな被害を受けた。
五月雨を率いて旗艦朝雲に続行していた村雨は魚雷7本を発射、3本命中により敵巡洋艦轟沈と認定された。だが村雨にも高角砲弾1発が命中し、機関部に損傷を受けた。そのため村雨は13日の比叡の護衛や、五月雨が参加した14日の第三次ソロモン海戦第二夜戦には加わらなかった。本戦闘で乗組員5名が負傷した。また、春雨と分離後も単艦で米艦隊に突入した夕立は損傷して航行不能となり、五月雨に雷撃処分（放棄）されたあと米重巡洋艦の砲撃で沈没し、第2駆逐隊から初めての沈没艦となった。
11月18日、四水戦各艦はトラック泊地に帰投した。21日、四水戦旗艦は長良型軽巡洋艦長良に変更。22日、僚艦五月雨は日進隊（日進、高雄、雷）と共に内地へ出発。春雨は既にニューギニア戦線に投入されていたため、トラック泊地の第2駆逐隊は村雨1隻となった。28日、駆逐艦2隻（村雨、初雪）はブイン基地に派遣されていた空母飛鷹航空隊の撤収を命じられた。29日、2隻（村雨、初雪）はトラック泊地を出発。
12月1日、ラバウルに立ち寄り輸送物件を搭載。2日、ショートランド泊地に到着して飛鷹基地物件を収容。4日、2隻（村雨、初雪）はトラックに帰投。飛鷹に物件を移載して任務を終了した。12月8日、第2駆逐隊司令駆逐艦は春雨から村雨に戻った。
ガダルカナル島で激戦が続く一方、日本軍はニューギニア方面の作戦を進展させるためニューギニア島北岸のマダンとウェワクを占領して飛行場を設置し、ラエ（モロベ州州都）、サラモアに対する後方基地として強化することにした（「ム」号作戦）。だがポートモレスビーの連合軍基地から激しい空襲を受ける可能性があり、外南洋部隊指揮官三川軍一第八艦隊司令長官はウエワク攻略部隊の上空警戒のため、第二航空戦隊（司令官角田覚治少将：空母《隼鷹》）と護衛部隊（阿賀野型軽巡洋艦《阿賀野》、駆逐艦3隻《磯風、浜風、村雨》）を派遣した。
12月13日附で第二航空戦隊・第十戦隊各部隊は南東方面部隊に編入。
ウェワク攻略部隊（駆逐艦《巻雲、夕雲、風雲》、輸送船《清澄丸》）は12月16日12時ラバウルを出撃、マダン攻略部隊（軽巡《天龍》、駆逐艦4隻《荒潮、涼風、磯波、電》、輸送船2隻《愛国丸、護国丸》）は同日18時にラバウルを出撃した。母艦航空部隊（隼鷹、阿賀野、磯風、浜風、村雨）もトラック泊地を出撃、同部隊の援護を受けたウェワク攻略部隊は、特に大きな戦闘もなく18日夜にウェワク揚陸に成功した。一方、マダン攻略部隊は12月18日の空襲で護国丸が中破、アメリカの潜水艦アルバコアの雷撃で天龍を喪失した。12月20日、第二航空戦隊および第十戦隊各艦は前進部隊（指揮官近藤信竹中将）への復帰を下令された。同日、村雨はトラック泊地に到着した。
12月21日、長良の内地帰投にともない第四水雷戦隊旗艦は村雨に変更される。24日、五月雨がトラック泊地に帰着。30日、司令駆逐艦を五月雨に変更。
1943年（昭和18年）1月中旬より、村雨は大鷹型航空母艦3番艦冲鷹の護衛任務に従事した。8日、駆逐艦2隻（朝雲、時雨）に護衛された冲鷹がトラック泊地に到着した。1月10日、3隻（冲鷹、村雨〔第四水雷戦隊旗艦〕、浦波）はトラック泊地を出発。
1月12日、ニューアイルランド島カビエン北方で駆逐艦秋風と合同し、基地人員・物件を移載。13日、冲鷹は搭載航空機を発艦させ、14日トラック帰着。燃料補給後の3隻はただちにトラックを出発、20日に横須賀に帰投。村雨は整備・補修および対空火器の換装（毘式四十粍機銃を九六式二十五粍高角機銃に換装）等を実施。28日により浦賀船渠に入渠した。

### ビラ・スタンモーア夜戦
1943年（昭和18年）1月24日、第2駆逐隊僚艦春雨は輸送任務中にアメリカの潜水艦ワフー(USS Wahoo, SS-238) の雷撃で大破、10ヶ月近くの戦線離脱を余儀なくされた。2月3日、村雨は浦賀船渠を出て横須賀に回航。2月7日、第四水雷戦隊司令官高間完少将（旗艦村雨）は駆逐艦3隻（村雨、浦波、朝潮）および空母冲鷹を指揮して横須賀を出港。2月12日、4隻はトラック到着。到着と共に第四水雷戦隊旗艦は長良に変更された。2月23日、救援艦3隻（天津風、浦風、雄島）と共に春雨（曳航中の船体前部切断喪失）がトラック泊地に到着。工作艦明石に横付しての修理がはじまった。
2月上旬、日本海軍はケ号作戦にてガダルカナル島から撤退する。その後、日本海軍はニュージョージア島を防衛拠点とすべく、海軍第8聯合特別陸戦隊4000名と設営隊3600名、陸軍の南東支隊（佐々木登少将。第38師団の歩兵第229聯隊など6000名）をニュージョージア島に派遣し、同島南西部のムンダに飛行場を築いた。だがアメリカ軍の空襲で輸送船3隻のうち1隻が沈没、1隻が炎上し、すぐに弾薬と糧食の不足という事態に陥ってしまう。そこでトラック泊地にいた第2駆逐隊司令艦村雨と第9駆逐隊峯雲に緊急輸送命令が出され、2月27日附で南東方面部隊に編入、2月28日トラックを出撃してラバウルに向かった。

3月2日、2隻（村雨、峯雲）はラバウルに到着した。3日、「村雨」はコロンバンガラへ向け出撃。ラエへの輸送作戦の陽動も兼ねていたが輸送船団全滅のため引き帰し、同日11時30分ラバウル入港の際に座礁。離礁し入港できたのは翌日の夜明け間近であった。
「村雨」、「峯雲」は各艦ドラム缶200本、弾薬糧食を上甲板に満載すると、4日夕刻ラバウルを出撃した。ビスマルク海海戦（ダンピール海峡の悲劇）の生還者を収容した駆逐艦部隊（雪風、朝雲、敷波、浦波、初雪）等がラバウルに帰着した日でもある。
駆逐艦2隻（村雨、峯雲）はブーゲンビル島ショートランド泊地に立ち寄ったのち、3月5日午後9時30分から10時30分までコロンバンガラ島クラ湾での補給を実施。帰途は西側の水道をつかわず北上してショートランド泊地へむかう航路をとった。ところが2隻の行動はアメリカ軍に通報されており、PBYカタリナ飛行艇"ブラックキャット"が偵察と哨戒を実施、アメリカの潜水艦グレイバックとグランパスがクラ湾出口に配備された。当時の天候は薄曇り、月齢28、視界15km程、風もない静かな夜であったという。
同時刻、アーロン・S・メリル少将指揮する第68任務部隊のクリーブランド級軽巡洋艦3隻（モントピリア、クリーブランド、デンバー）、駆逐艦3隻（ウォーラー、コンウェイ、コニー）がクラ湾に進入していた。第68任務部隊はニュージョージア島ムンダ飛行場に対する艦砲射撃を実施すべく出撃したのだが、日本軍巡洋艦もしくは駆逐艦2隻がショートランドを出撃したとの報告を情報部から受け、さらに夜間哨戒機の偵察報告も受信し、日本艦隊を迎撃すべく準備を整えていたのである。速力20ノットで航行する米艦隊は22時57分（日本時間と約1時間ずれている）にレーダーで目標を探知、23時01分に射撃を開始した。レーダーのない2隻（村雨、峯雲）は米艦隊の存在に全く気付いておらず、砲撃を受けた当初は夜間空襲と判断していた。種子島洋二駆逐艦長は、当初『対空戦闘』を下令。つづいて敵艦隊と悟り「右砲戦、右80度、反航する敵艦に射撃開始」を命令したものの、まず峯雲が被弾炎上し、続いて村雨も主砲や機関部を破壊され航行不能に陥った。まもなく村雨は艦尾から沈没した。コロンバンガラ島の日本軍守備隊は、北東方面での海戦で1隻が大爆発するのを目撃している。アメリカ軍によれば、峯雲は駆逐艦ウォーラーの魚雷で轟沈、村雨は巡洋艦3隻の砲撃で沈没。日本側の記録では、峯雲の沈没時刻は23時15分、村雨の沈没時刻は23時30分。
村雨の乗員245名中、生存者は129名、戦死者は116名であった。峯雲の乗員255名中、生存者は45名、戦死者は210名であった。沈没時多数の乗組員が生存していたのだが、大発動艇による救助が遅れたことで溺死者が増えてしまったという。同日のコロンバンガラ島守備隊はメリル隊の艦砲射撃を受けて甚大な被害を出しており、救助に向かうまでに時間を要したのが一因であった。
3月8日、駆逐艦部隊（朝雲、雪風、長月、浦波、敷波）が鼠輸送のためコロンバンガラ島に到着、13日にも輸送部隊（朝雲、雪風、長月）が同島に到着する。第2駆逐隊司令や種子島艦長以下生存者はこれらの駆逐艦に分乗しラバウルへ向かった。橘司令は駆逐艦五月雨に移乗し、村雨、峯雲の生存者は横須賀へ送還された。
この時、第2駆逐隊司令は村雨、峯雲の沈没原因について『敵巡洋艦3隻の砲撃と、B-17十数機（触接していたのはカタリナ飛行艇夜間哨戒仕様）の空襲』と報告し、レーダーに厳重警戒を行うように警告した。峯雲、村雨の沈没、白露、春雨の大破長期修理により、健在の第四水雷戦隊は6隻（長良、朝雲、五月雨、時雨、有明、夕暮）にまで消耗した。
4月1日、ビスマルク海海戦で沈没した時津風達と共に村雨の除籍が決定した。第2駆逐隊、
白露型、帝国駆逐艦籍
のそれぞれから削除された。なお、村雨の喪失により第2駆逐隊の残存艦は五月雨と春雨（大破長期修理中）となっており、7月1日附で解隊。のちに、2隻は白露型2隻編制となっていた第27駆逐隊（時雨、白露）に編入された。
神奈川県横須賀市の鴨居に駆逐艦「村雨」の碑が建っている。※同地にある鴨居八幡神社の飛地境内として登記

## 歴代艦長
※『艦長たちの軍艦史』304-305頁、『日本海軍史』第9巻・第10巻の「将官履歴」による。

### 艤装員長
1. 脇田喜一郎 少佐：1936年7月22日 -

### 艦長
1. 脇田喜一郎 少佐：1937年1月7日 - 1937年12月1日
2. 近野信雄 少佐：1937年12月1日 - 1938年12月15日
3. 南六右衛門 少佐：1938年12月15日 - 1939年10月15日[148]
4. 人見豊治 少佐：1939年10月15日 - 1940年11月15日[149]
5. 末永直二 少佐：1940年11月15日 -
6. 種子島洋二 少佐：1942年12月15日 -